# Shirley Strickland
Shirley Barbara Strickland de la Hunty (Northam, 18 luglio 1925 – Perth, 11 febbraio 2004) è stata un'ostacolista e velocista australiana, due volte campionessa olimpica degli 80 metri ostacoli (Helsinki 1952 e Melbourne 1956) ed una volta della staffetta 4×100 metri (Melbourne 1956).

## Biografia
Sempre ai Giochi olimpici ha vinto anche un argento (staffetta 4×100, nel 1948) e tre bronzi (100 metri e 80 hs nel 1948, 100 metri nel 1952).
Ha preso parte in modo trionfale ai Giochi dell'Impero Britannico 1950, disputati ad Auckland: fu oro negli 80 hs e nelle staffette 440 iarde e 660 iarde, oltre che argento nei 100 e 220 iarde.
Nel 1957 le fu conferito il titolo di Membro dell'Ordine dell'Impero Britannico per il suo contributo allo sport australiano.
Una volta ritiratasi rimase all'interno dell'ambiente sportivo, facendo parte delle spedizioni australiane alle Olimpiadi di Città del Messico 1968 e Montréal 1976. Fu attiva anche in politica con i Democratici Australiani, oltre ad essere la portavoce di numerosi gruppi ambientalisti.
Fu uno degli ultimi tedofori alla cerimonia d'apertura dei Giochi di Sydney 2000. Portò la torcia allo stadio, poco prima dell'accensione del tripode.

## Palmarès
| Anno | Manifestazione                | Sede      | Evento          | Risultato        | Prestazione | Note            |
| ---- | ----------------------------- | --------- | --------------- | ---------------- | ----------- | --------------- |
| 1948 | Giochi olimpici               | Londra    | 100 m piani     | Bronzo           | 12"2        |                 |
| 1948 | Giochi olimpici               | Londra    | 200 m piani     | 4ª               | 25"3        |                 |
| 1948 | Giochi olimpici               | Londra    | 80 m hs         | Bronzo           | 11"4        |                 |
| 1948 | Giochi olimpici               | Londra    | 4×100 m         | Argento          | 47"6        |                 |
| 1950 | Giochi dell'Impero Britannico | Auckland  | 100 iarde       | Argento          | 11"0        |                 |
| 1950 | Giochi dell'Impero Britannico | Auckland  | 220 iarde       | Argento          | 24"5        |                 |
| 1950 | Giochi dell'Impero Britannico | Auckland  | 80 m hs         | Oro              | 11"6        |                 |
| 1950 | Giochi dell'Impero Britannico | Auckland  | 3×110/220 iarde | Oro              | 47"9        |                 |
| 1950 | Giochi dell'Impero Britannico | Auckland  | 4×110/220 iarde | Oro              | 1'13"4      |                 |
| 1952 | Giochi olimpici               | Helsinki  | 100 m piani     | Bronzo           | 11"9        |                 |
| 1952 | Giochi olimpici               | Helsinki  | 80 m hs         | Oro              | 10"9        | Record mondiale |
| 1952 | Giochi olimpici               | Helsinki  | 4×100 m         | 5ª               | 46"6        |                 |
| 1956 | Giochi olimpici               | Melbourne | 100 m piani     | Quarti di finale | 11"7        |                 |
| 1956 | Giochi olimpici               | Melbourne | 80 m hs         | Oro              | 10"7        | Record olimpico |
| 1956 | Giochi olimpici               | Melbourne | 4×100 m         | Oro              | 44"5        | Record mondiale |